# Paradelphomyia (Oxyrhiza) nipponensis
Paradelphomyia (Oxyrhiza) nipponensis is een tweevleugelige uit de familie steltmuggen (Limoniidae). De soort komt voor in het Palearctisch gebied.